# Società Sportiva Juve Stabia 2007-2008
Questa voce raccoglie le informazioni riguardanti la Società Sportiva Juve Stabia nelle competizioni ufficiali della stagione 2007-2008.

## Stagione
Nella stagione 2007-2008 la Juve Stabia è giunta al 15º posto nel campionato di serie C1 girone B: si salva ai play-out grazie alla vittoria in casa del Lanciano per 1 a 0 e al pareggio a reti bianche a Castellammare di Stabia.

## Rosa
| N. |                    | Ruolo | Calciatore            |
| -- | ------------------ | ----- | --------------------- |
|    | Italia (bandiera)  | P     | Alessandro Leopizzi   |
|    | Italia (bandiera)  | P     | Damiano Milan *       |
|    | Italia (bandiera)  | P     | Lorenzo Prisco        |
|    | Italia (bandiera)  | P     | Matteo Trini          |
|    | Italia (bandiera)  | D     | Davide Cacace *       |
|    | Italia (bandiera)  | D     | Gaetano Calà Campana  |
|    | Italia (bandiera)  | D     | Luca Della Maggiora * |
|    | Italia (bandiera)  | D     | Stefano Di Berardino  |
|    | Italia (bandiera)  | D     | Emanuele Flauto       |
|    | Camerun (bandiera) | D     | Antonio Ghomsi        |
|    | Italia (bandiera)  | D     | Matteo Gritti         |
|    | Italia (bandiera)  | D     | Raffaele Imparato *   |
|    | Italia (bandiera)  | D     | Antonio Minadeo *     |
|    | Nigeria (bandiera) | D     | Mathew Olorunleke     |
|    | Italia (bandiera)  | D     | Manuel Panini *       |
|    | Italia (bandiera)  | D     | Giuseppe Rizza        |
|    | Italia (bandiera)  | D     | Alessandro Sabatino   |
|    | Italia (bandiera)  | D     | Giuseppe Terlino *    |
|    | Italia (bandiera)  | C     | Angelo Affatigato     |

| N. |                    | Ruolo | Calciatore            |
| -- | ------------------ | ----- | --------------------- |
|    | Italia (bandiera)  | C     | Noel Casisa *         |
|    | Italia (bandiera)  | C     | Cristoforo Correale   |
|    | Italia (bandiera)  | C     | Antonio De Rosa       |
|    | Italia (bandiera)  | C     | Fabio Esposito        |
|    | Italia (bandiera)  | C     | Fabio Fanelli         |
|    | Italia (bandiera)  | C     | Salvatore Ferraro *   |
|    | Italia (bandiera)  | C     | Francesco Marano      |
|    | Italia (bandiera)  | C     | Simone Marini         |
|    | Italia (bandiera)  | C     | Emanuele Marzocchi    |
|    | Italia (bandiera)  | C     | Maurizio Peluso       |
|    | Italia (bandiera)  | C     | Giuseppe Pisani       |
|    | Italia (bandiera)  | C     | Gerardo Schettino     |
|    | Francia (bandiera) | A     | Alain Pierre Baclet * |
|    | Italia (bandiera)  | A     | Massimiliano Caputo   |
|    | Italia (bandiera)  | A     | Paolo Fusco           |
|    | Italia (bandiera)  | A     | Giovanni Longobardi * |
|    | Italia (bandiera)  | A     | Roberto Magliocco *   |
|    | Italia (bandiera)  | A     | Ernesto Marino        |
|    | Italia (bandiera)  | A     | Antonio Setaro        |

Con il simbolo * sono contrassegnati i calciatori acquistati e venduti nella stagione calcistica 2007-2008.

## Calciomercato

### Sessione estiva(dall'1/7 al 31/8)
| Arrivi | Arrivi              | Arrivi | Arrivi     |
| R.     | Nome                | da     | Modalità   |
| ------ | ------------------- | ------ | ---------- |
| A      | Alain Pierre Baclet | Arezzo | definitivo |

| Partenze | Partenze      | Partenze | Partenze   |
| R.       | Nome          | a        | Modalità   |
| -------- | ------------- | -------- | ---------- |
| D        | Davide Cacace | Angri    | definitivo |

### Sessione invernale(dal 3/1 al 31/1)
| Arrivi | Arrivi            | Arrivi      | Arrivi     |
| R.     | Nome              | da          | Modalità   |
| ------ | ----------------- | ----------- | ---------- |
| P      | Lorenzo Prisco    | Salernitana | definitivo |
| D      | Raffaele Imparato | Salernitana | definitivo |
| D      | Antonio Minadeo   | Gallipoli   | definitivo |
| D      | Manuel Panini     | Foggia      | definitivo |
| A      | Roberto Magliocco | Salernitana | definitivo |

| Partenze | Partenze            | Partenze    | Partenze   |
| R.       | Nome                | a           | Modalità   |
| -------- | ------------------- | ----------- | ---------- |
| P        | Damiano Milan       | Salernitana | definitivo |
| D        | Luca Della Maggiora | Ivrea       | definitivo |
| D        | Giuseppe Terlino    | Sapri       | definitivo |
| C        | Noel Casisa         | Varese      | definitivo |
| C        | Salvatore Ferraro   | Gragnano    | definitivo |
| A        | Giovanni Longobardi | Nuorese     | definitivo |

## Risultati

### Campionato

#### Girone di andata
| 26 agosto 2007 1ª giornata | Ancona | 2 – 0 | Juve Stabia |  |

| 3 settembre 2007 2ª giornata | Juve Stabia | 0 – 1 | Arezzo |  |

| 9 settembre 2007 3ª giornata | Martina | 2 – 2 | Juve Stabia |  |

| 16 settembre 2007 4ª giornata | Juve Stabia | 1 – 1 | Potenza |  |

| 24 settembre 2007 5ª giornata | Juve Stabia | 1 – 3 | Pescara |  |

| 30 settembre 2007 6ª giornata | Massese | 2 – 2 | Juve Stabia |  |

| 8 ottobre 2007 7ª giornata | Juve Stabia | 0 – 1 | Crotone |  |

| 14 ottobre 2007 8ª giornata | Lanciano | 1 – 1 | Juve Stabia |  |

| 21 ottobre 2007 9ª giornata | Juve Stabia | 1 – 1 | Lucchese |  |

| 29 ottobre 2007 10ª giornata | Sangiovannese | 1 – 0 | Juve Stabia |  |

| 1 novembre 2007 11ª giornata | Taranto | 0 – 0 | Juve Stabia |  |

| 5 novembre 2007 12ª giornata | Juve Stabia | 1 – 1 | Sorrento |  |

| 12 novembre 2007 13ª giornata | Sambenedettese | 2 – 1 | Juve Stabia |  |

| 18 novembre 2007 14ª giornata | Juve Stabia | 0 – 1 | Salernitana |  |

| 25 novembre 2007 15ª giornata | Perugia | 0 – 1 | Juve Stabia |  |

| 3 dicembre 2007 16ª giornata | Juve Stabia | 3 – 3 | Pistoiese |  |

| 9 dicembre 2007 17ª giornata | Gallipoli | 3 – 2 | Juve Stabia |  |

#### Girone di ritorno
| 16 dicembre 2007 18ª giornata | Juve Stabia | 1 – 0 | Ancona |  |

| 23 dicembre 2007 19ª giornata | Arezzo | 0 – 0 | Juve Stabia |  |

| 14 gennaio 2008 20ª giornata | Juve Stabia | 3 – 1 | Martina |  |

| 21 gennaio 2008 21ª giornata | Potenza | 2 – 1 | Juve Stabia |  |

| 3 febbraio 2008 22ª giornata | Pescara | 0 – 0 | Juve Stabia |  |

| 10 febbraio 2008 23ª giornata | Juve Stabia | 1 – 0 | Massese |  |

| 17 febbraio 2008 24ª giornata | Crotone | 2 – 0 | Juve Stabia |  |

| 24 febbraio 2008 25ª giornata | Juve Stabia | 3 – 1 | Virtus Lanciano |  |

| 10 marzo 2008 26ª giornata | Lucchese | 0 – 0 | Juve Stabia |  |

| 16 marzo 2008 27ª giornata | Juve Stabia | 1 – 1 | Sangiovannese |  |

| 22 marzo 2008 28ª giornata | Juve Stabia | 1 – 2 | Taranto |  |

| 31 marzo 2008 29ª giornata | Sorrento | 3 – 1 | Juve Stabia |  |

| 6 aprile 2008 30ª giornata | Juve Stabia | 0 – 1 | Sambenedettese |  |

| 13 aprile 2008 31ª giornata | Salernitana | 1 – 0 | Juve Stabia |  |

| 20 aprile 2008 32ª giornata | Juve Stabia | 0 – 1 | Perugia |  |

| 27 aprile 2008 33ª giornata | Pistoiese | 1 – 3 | Juve Stabia |  |

| 4 maggio 2008 34ª giornata | Juve Stabia | 3 – 1 | Gallipoli |  |

#### Play-out
| 18 maggio 2008 andata | Virtus Lanciano | 0 – 1 | Juve Stabia |  |

| 25 maggio 2008 ritorno | Juve Stabia | 0 – 0 | Virtus Lanciano |  |